# Pristimantis w-nigrum
Pristimantis w-nigrum là một loài động vật lưỡng cư trong họ Strabomantidae, thuộc bộ Anura. Loài này được Boettger mô tả khoa học đầu tiên năm 1892.